# Bakerius sanguineus
Bakerius sanguineus là một loài côn trùng cánh nửa trong họ Aleyrodidae, phân họ Aleurodicinae.
Bakerius sanguineus được Bondar miêu tả khoa học đầu tiên năm 1928.